# Richard Fanshawe
Richard Fanshawe   (Naas, 22 de juny de 1906 - Cheltenham, 14 d'abril de 1988) va ser un genet irlandès que va competir sota bandera del Regne Unit durant la dècada de 1930.
Tercer fill del tinent general Edward Arthur Fanshawe (1859–1952), de la Royal Artillery, i de Frances Rose, filla de Sir James Macaulay Higginson, governador de la Maurici britànica de 1851 a 1857, va fer la carrera militar a cavalleria; on va assolir el rang de major del 16è/5è regiment de llancers.
El 1936 va prendre part en els Jocs Olímpics d'Estiu de Berlín, on va disputar dues proves del programa d'hípica amb el cavall Bowie Knife. En la prova del concurs complet per equips va guanyar la medalla de bronze, mentre en la prova individual sou vint-i-sisè.